# Liga Española de Baloncesto 1965-1966
La Liga Española de Baloncesto 1965-1966 è stata la 10ª edizione del massimo campionato spagnolo di pallacanestro maschile. La vittoria finale è stata ad appannaggio del Real Madrid.

## Risultati

### Stagione regolare
|     | Squadra           | G  | V  | P  | PF    | PS    | P.ti | Qualificazione                    |
| --- | ----------------- | -- | -- | -- | ----- | ----- | ---- | --------------------------------- |
| 1.  | Real Madrid       | 18 | 16 | 2  | 1.582 | 1.172 | 34   |                                   |
| 2.  | Picadero JC       | 18 | 15 | 3  | 1.353 | 994   | 33   |                                   |
| 3.  | CD Mataró         | 18 | 11 | 7  | 1.295 | 1.200 | 29   |                                   |
| 4.  | Juventud Badalona | 18 | 10 | 8  | 1.272 | 1.163 | 28   |                                   |
| 5.  | Barcellona        | 18 | 8  | 10 | 1.207 | 1.243 | 26   |                                   |
| 6.  | Estudiantes       | 18 | 8  | 10 | 1.210 | 1.164 | 26   |                                   |
| 7.  | Águilas de Bilbao | 18 | 7  | 11 | 1.202 | 1.347 | 25   |                                   |
| 8.  | Hospitalet        | 18 | 5  | 13 | 1.018 | 1.266 | 23   |                                   |
| 9.  | Siviglia          | 18 | 5  | 13 | 1.089 | 1.359 | 23   | spareggi retrocessione/promozione |
| 10. | CN Helios         | 18 | 5  | 13 | 981   | 1.301 | 23   | spareggi retrocessione/promozione |

| Liga Española de Baloncesto 1965-1966 |
| ------------------------------------- |
| Real Madrid 9º titolo                 |

### Spareggi retrocessione/promozione
- CB Dimar - Siviglia (65-59/61-95)
- CB Ripollet- CN Helios (56-42/55-69/47-56)
- Alla fine della stagione il Siviglia rinuncia ai suoi diritti nel campionato.

## Formazione vincitrice
| N° | Naz.                   | Ruolo | Sportivo           |  | Alt. |  |
| -- | ---------------------- | ----- | ------------------ |  | ---- |  |
| 4  | Spagna (bandiera)      | A     | Miguel González    |  | 189  |  |
| 5  | Spagna (bandiera)      | AC    | José Ramón Durand  |  | 184  |  |
| 6  | Spagna (bandiera)      | A     | Julio Descartín    |  | 190  |  |
| 7  | Spagna (bandiera)      | G     | Lolo Sainz         |  | 186  |  |
| 8  | Spagna (bandiera)      | A     | Toncho Nava        |  | 190  |  |
| 9  | Spagna (bandiera)      | P     | Jorge García       |  |      |  |
| 10 | Spagna (bandiera)      | AP    | Emiliano Rodríguez |  | 191  |  |
| 11 | Spagna (bandiera)      | A     | Carlos Sevillano   |  | 183  |  |
| 12 | Stati Uniti (bandiera) | C     | Jim Fox            |  | 208  |  |
| 13 | Spagna (bandiera)      | C     | Clifford Luyk      |  | 202  |  |
| 14 | Stati Uniti (bandiera) | C     | Bob Burgess        |  |      |  |
| 15 | Spagna (bandiera)      | C     | Moncho Monsalve    |  | 202  |  |
|    | Francia (bandiera)     | All.  | Robert Busnel      |  |      |  |